# Jerzy Maluśki
Jerzy Maluśki (ur. 28 stycznia 1946 w Błotnicy) – polski lekkoatleta, olimpijczyk.

## Kariera
Startował w biegach średniodystansowych. Specjalizował się w biegu na 1500 m, w którym startował na wielkich zawodach międzynarodowych. Wystąpił w nim na Igrzyskach Olimpijskich w Meksyku w 1968, gdzie odpadł w eliminacjach. Był także uczestnikiem Mistrzostw Europy w Atenach w 1969, gdzie zajął 11. miejsce na tym samym dystansie, a także Mistrzostw Europy w Helsinkach w 1971, gdzie odpadł w eliminacjach. Podczas Europejskich Igrzysk Halowych w 1969 i Halowych Mistrzostw Europy w 1970 zajmował 6. miejsce na 1500 m.
Był mistrzem Polski na 1500 m w 1969. Startował w 7 meczach międzypaństwowych, odnosząc jedno zwycięstwo indywidualne.
Rekordy życiowe:
- bieg na 800 metrów – 1:44,7
- bieg na 1000 metrów – 2:21,4
- bieg na 1500 metrów – 3:40,7
- bieg na 3000 metrów – 8:13,8

Po zakończeniu kariery pracuje jako ogrodnik prowadząc godspodarstwo w Chomęcicach.